# 武豊町立緑丘小学校
武豊町立緑丘小学校（たけとよちょうりつ みどりがおかしょうがっこう）は、愛知県知多郡武豊町長宗1丁目にある公立小学校。

## 沿革[2]
- 1979年（昭和54年）
  - 4月 - 武豊町立武豊小学校から分離し、武豊町立緑丘小学校として開校する。
  - 7月 - プールが完成する。
  - 時期不明 - 校旗と校歌樹立。子どもを点数で評価しない「通知表のない学校」の教育方針を制定。
- 1980年（昭和55年）
  - 2月 - 体育館が完成する。
  - 時期不明 - 通学団単位の分団別運動会開催。勤労体験学習の場「学校農園」開設。
- 1989年（平成元年） - 校訓碑建立。
- 2000年（平成12年） - 家推協緑丘小部会発足。

## 通学区域と進学先中学校
出典

### 通学区域
- 青木ケ丘1丁目
- 青木ケ丘2丁目
- 壱町田
- 鹿子田
- 鹿ノ子田1丁目
- 上山1丁目
- 上山2丁目
- 上山3丁目
- 上山ノ田
- 北中根1丁目
- 北中根2丁目
- 北中根3丁目
- 北中根4丁目
- 北中根5丁目
- 北中根6丁目
- 北小松谷（1番〜74番、80番以降）
- 北長宗
- 楠1丁目（2番〜24番、116番〜121番）
- 桜ケ丘1丁目
- 桜ケ丘2丁目
- 桜ケ丘3丁目
- 桜ケ丘4丁目
- 下山ノ田
- 蛇ヶ谷
- 多賀1丁目
- 多賀2丁目（1番〜10番）
- 多賀8丁目
- 中根1丁目（1番〜12番、86番、108番〜126番、223番以降）
- 中根2丁目（1番〜52番、64番〜93番）
- 長宗1丁目
- 長宗2丁目
- 大字梨子ノ木
- 梨子ノ木1丁目
- 梨子ノ木2丁目
- 梨子ノ木3丁目
- 平井畑
- 二ツ峰
- 平井1丁目
- 平井3丁目
- 平井4丁目
- 平井5丁目
- 豊成3丁目
- 緑台1丁目
- 緑台2丁目
- 緑台3丁目
- 緑台4丁目
- 緑台5丁目
- 緑台6丁目
- 南小松谷
- 南中根（66番〜70番）

### 進学先中学校
公立中学校に進む場合
- 武豊町立武豊中学校

## 交通アクセス
- 武豊町コミュニティバス赤ルートで、「緑丘小学校」停留所（武豊町道六貫山線上）から、学校正門まで、徒歩約235m・約4分。
- 名古屋鉄道河和線
  - 上ゲ駅から、徒歩約1.6km・約25分。
  - 知多武豊駅から、上述の武豊町コミュニティバス赤ルートに乗車し13分、「緑丘小学校」停車下車後、徒歩。
    - なお、武豊町コミュニティバスは片方向の運行のため、「緑丘小学校」停留所からは青山駅まで行き、名鉄河和線に乗り換える必要がある。

## 周辺施設
- 緑丘児童クラブ - 同一敷地内。
- 学遊ランドおむすび園
- 武豊六貫山郵便局
- 武豊町立中山保育園
- 武豊町中山公民館
- 社会福祉法人知多学園北中根こども園
- 南知多道路 - ただし、インターチェンジは付近には無い。